# Делахант, Билл
Уильям Дэвид Делахант (англ. William David Delahunt) (18 июля 1941 — 30 марта 2024) — американский юрист и политик, член Палаты представителей США (1997-2011). Член Демократической партии США.

## Биография
Уильям Делахант родился 18 июля 1941 года в Куинси, штат Массачусетс (США). Учился в Академии Тейера, Миддлберийском колледже и Юридической школе Бостонского колледжа. С 1963 по 1971 год служил оператором радара в Береговой охране США и в резерве Береговой охраны США.
В 1972 году Делахант был избран членом городского совета Куинси. С 1973 пл 1975 год был членом Палаты представителей штата Массачусетс. С 1975 по 1996 год был окружным прокурором округа Норфолк.

## Политическая деятельность
В 1996 году конгрессмен от Демократической партии Джерри Стаддс принял решение уйти в отставку, а Делахант решил баллотироваться по 10 округу Конгресса штата Массачусетс. 17 сентября 1996 года Делахант выиграл первичные выборы Демократической партии, набрав 38% голосов. Он одержал победу в округе Плимут, но проиграл в округе Норфолк. Он победил законодателя штата Филипа Джона из Маршфилда с преимуществом в 119 голосовпосле пересчета голосов, проведенного в нескольких спорных городах. После пересчета Делахант обратился в Суд высшей инстанции штата Массачусетс. Рассмотрев около 900 бюллетеней, судья Элизабет Б. Донован объявила Делаханта победителем. Дело было обжаловано в Верховном суде штата Массачусетс, который оставил в силе решение суда низшей инстанции. В ноябре 1996 года Делахант победил на выбора кандидата республиканца, представителя штата Эдварда Б. Тига III, с результатом 54%-42%.
Одним из первых шагов Делаханта в нижней палате Конгресса стало создание в 1999 году двухпартийной коалиции по делам Береговой охраны США, которую он возглавил совместно с двумя другими ветеранами Береговой охраны, представителями Говардом Коблом (республиканец от Северной Каролины) и Джином Тейлором (демократ от Миссисипи). Это пошло на пользу его округу, поскольку помогло привлечь внимание к проблемам нехватки ресурсов и безопасности в портах Массачусетса.
В ноябре 2005 года Делахант встретился с президентом Венесуэлы Уго Чавесом, чтобы организовать программу помощи, в рамках которой Венесуэла будет поставлять зимнюю домашнюю отопительную нефть с 40-процентной скидкой тысячам жителей Массачусетса с низким уровнем дохода. Эта программа была расширена, чтобы помочь 500 000 человек по всей территории США, осуществлялась через принадлежащую Венесуэле компанию Citgo, и её лоббирование вызвало обвинения в том, что Делахант помогает антикамериканскому лидеру. Делахант иногда критиковал Чавеса, например, в письме от сентября 2006 года, выражающем отвращение к речи, произнесенной Чавесом в Организации Объединенных Наций, в которой он лично атаковал президента Джорджа У. Буша, назвав ее "глупой" и "неуместной".
В 110-м Конгрессе США Делахант занимал должность председателя Подкомитета по международным организациям, правам человека и надзору Комитета по иностранным делам Палаты представителей.
Делахант последовательно выступал против войны в Ираке. Однако 10 марта 2010 года он проголосовал против предложения вывести войска из Афганистана.
4 марта 2010 года газета The Boston Globe сообщила, что Делахант уйдёт в отставку в 2010 году, вместо того чтобы баллотироваться на восьмой срок. Незадолго до объявления об отставке выяснилось, что Делахант, будучи окружным прокурором округа Норфолк, штат Массачусетс, отказался предъявить обвинение Эми Бишоп за стрельбу и убийство своего брата в 1986 году. 12 февраля 2010 года Бишоп убила троих своих коллег в Университете Алабамы в Хантсвилле после отказа в предоставлении ей постоянного контракта.

## Лоббистская деятельность
После ухода на пенсию Делахант основал лоббистскую фирму («многосервисную консалтинговую фирму, специализирующуюся на правительственных делах, стратегиях выхода на международные рынки, консультациях по корпоративному развитию, государственном и частном финансировании, ассигнованиях и регулировании, помощи в получении разрешений, стратегиях государственной политики и связях с общественностью»). Делахант заявил изданию Cape Cod Times, что рассматривает эту деятельность как продолжение своей работы в Конгрессе. Будучи законодателем, объяснил он, он определял политику на макроуровне. Теперь, сказал он: «мы переносим это сюда, на уровень сообществ, чтобы способствовать внедрению. Мы работаем с частным сектором и государственным сектором таким образом, чтобы это было выгодно всем». Он рассказал Times, что особенно заинтересован в проектах, способствующих развитию регионального туризма и экономики.
Менее чем через два месяца после ухода из Конгресса Делахант выступил в качестве лоббиста в законодательном собрании штата от имени народа вампаноаг в Массачусетсе, помогая им обеспечить себе право на организацию азартных игр. Делахант заполнил пробел, оставленный предыдущим лоббистом Джеком Абрамоффым после его осуждения в связи с известным скандалом вокруг его лоббистской деятельности. До ухода с поста Делахант получил свыше 15 000 долларов в виде взносов на предвыборную кампанию от вампаноаг и Абрамоффа, что вызвало критику со стороны сторонников добросовестного управления и противников казино. Хотя закон запрещал Делаханту лоббировать интересы в Конгрессе в течение как минимум одного года, правила не препятствовали ему лоббировать интересы перед законодательными собраниями штатов.
Делахант официально объявил о своем уходе из Конгресса в марте 2010 года. В период с марта по декабрь 2010 года он пожертвовал более 10 000 долларов в виде взносов на политические кампании государственных законодателей штата Массачусетс из своего федерального политического комитета действий в Конгрессе — в пять раз больше, чем в предыдущие годы.
Делахант также создал партнерство в сфере лоббирования с базирующейся в Вашингтоне компанией Prime Policy Group, целью которого являлась помощь американским компаниям в выходе на зарубежные рынки и оказание содействие иностранным бизнесам в установлении связей с рынками в Соединенных Штатах. Среди клиентов Prime Policy Group находилась компания Accenture, которая подвергались критике за перемещение своей деятельности за границу, чтобы избежать уплаты налогов в США. Это партнерство перекликалось с работой Делаханта в интересах Вампаноаг, основными спонсорами которых была малайзийская игорная корпорация Genting Group, которая стремилась утвердиться на рынке США посредством проектов в Нью-Йорке, Майами и Массачусетсе. Проект Вампаноаг должен был обеспечить Genting освобождение от налогов при ведении игорного бизнеса в США.

## Бизнес с марихуаной
Делахант был президентом Medical Marijuana of Massachusetts Inc. Он подал заявку на три лицензии на продажу медицинской марихуаны в Департаменте общественного здравоохранения штата Массачусетс. Предприятия должны были располагаться в Машпи, Плимуте и Тонтоне . Все эти производства планировалось разместить в разных округах, чтобы они не конкурировали друг с другом.
Делахант лоббировал создание аптек медицинской марихуаны. Он также принимал участие в работе всех аптек, которые открывала организация Medical Marijuana of Massachusetts.
В сентябре 2014 года, после того, как Департамент общественного здравоохранения Массачусетса аннулировал лицензии на открытие аптек, Делахант ушел в отставку с поста президента Medical Marijuana of Massachusetts Inc.

## Личная жизнь
Билл Делахант и его жена Катарина развелись в 1986 году. У них была одна дочь, Кристин, в 1975 году они удочерили еще одну девочку, Кара Май. Во время участия в сессиях Конгресса Делахант жил в арендованном доме с другими политиками-демократами Джорджем Миллером, Чаком Шумером и Ричардом Дурбином.
Билл Делахант умер в своем доме в Куинси 30 марта 2024 года в возрасте 82 лет.